# War Master
War Master är ett album av bandet Bolt Thrower som släpptes 1991.

## Låtlista
1. Intro... Unleashed (Upon Mankind) – 6:13
2. What Dwells within – 4:18
3. The Shreds of Sanity – 3:26
4. Profane Creation – 5:32
5. Destructive Infinity1 – 4:14
6. Final Revelation – 3:55
7. Cenotaph – 4:03
8. War Master – 4:17
9. Rebirth of Humanity – 4:01
10. Afterlife – 5:59

1: CD bonuslåt
Total längd: 46:03